# Ewald Georg Welp
Ewald Georg Welp (* 28. September 1944; † 1. Februar 2009) war ein deutscher Ingenieur.

## Leben
Ewald Georg Welp studierte Allgemeiner Maschinenbau und promovierte 1978 an der TH Darmstadt. Nach leitenden Tätigkeiten in der Industrie erhielt er 1994 einen Ruf auf den Lehrstuhl für Maschinenelemente und Konstruktionslehre an der Fakultät Maschinenbau an der Ruhr-Universität Bochum. Von 1991 bis 2001 war er Dekan der Fakultät Maschinenbau.
2002 wurde er zum Professor an der Tongji-Universität in Shanghai ernannt, seit 2008 war er Fachkoordinator des Chinesisch-Deutschen Hochschulkollegs (CDHK). Er engagierte sich zudem in verschiedenen Gremien und veröffentlichte über 120 Beiträge in Fachzeitschriften und anderen Medien.
Von 2006 bis zu seinem Tod 2009 war er am Sonderforschungsbereich Transregio 29 "Engineering hybrider Leistungsbündel", welchen er mit aufgebaut hatte und welcher von der DFG gefördert wurde, beteiligt.  Er war dort u. a. Teilprojektleiter für den Bereich Wissensbasierte Konzeptmodellierung.

## Gremienmitgliedschaften
- Vorstandsmitglied der wissenschaftlichen Gesellschaft für Maschinenelemente, Konstruktionstechnik und Produktentwicklung (WGMK)
- Mitglied im Berliner Kreis
- Stellvertretender Vorsitzender des Beirats der VDI-Gesellschaft Entwicklung Konstruktion Vertrieb (VDI-EKV)

## Werke (Auswahl)
- gemeinsam mit Breidert: Modulares Aktorsystem auf der Basis von Formgedächtnistechnik. VDI-Berichte – Nr. 1892.1, 2005.
- u. a. gemeinsam mit Horst Meier: Modelling Approach for the Integrated Development of Industrial Product-Servce Systems. In: Manufacturing Systems and Technologies for the New Frontier, Springer Science & Business Media, 2008.
- gemeinsam mit Labenda und Neumann: Kognitive Robotik in der Sicherheitstechnik. Konstruktion, 3, 2009.